# Paraeuchaeta ovata
Paraeuchaeta ovata is een eenoogkreeftjessoort uit de familie van de Euchaetidae. De wetenschappelijke naam van de soort is voor het eerst geldig gepubliceerd in 1913 door Sato.